# 近藤典子の快適まいにち生活術
近藤典子の快適まいにち生活術（こんどうのりこのかいてきまいにちせいかつじゅつ）は、文化放送をキーステーションにNRN（例外あり）で放送されていた15分間のラジオ番組である。文化放送『くにまるワイド ごぜんさま〜』2007年9月27日放送分で番組を終了した。

## パーソナリティ
- 近藤典子 (アメニティアドバイザー)
- 野村邦丸 (文化放送アナウンサー)

## 放送時間
- 文化放送 木曜 10:05 - 10:20（くにまるワイド ごぜんさま〜内）
- CBCラジオ （JRN単独系列局）土曜 16:30 - 16:45
- ABCラジオ 日曜 12:35 - 12:50（ほっとハート!にちよう柴田塾終了後）